# Mateusz Żukowski
Mateusz Żukowski (* 23. November 2001 in Lębork) ist ein polnischer Fußballspieler, der bei Śląsk Wrocław in der Ekstraklasa unter Vertrag steht.

## Karriere

### Verein
Mateusz Żukowski begann das Fußballspielen in seiner Geburtsstadt bei Pogoń Lębork. Im Jahr 2015 kam er zu Lechia Gdańsk. Nach zwei Jahren im Jugendbereich in Danzig, debütierte er für den Verein im Dezember 2017 in der Ekstraklasa gegen Sandecja Nowy Sącz, als er für Marco Paixão eingewechselt wurde. Im weiteren Verlauf der Saison kam es zu einem weiteren Ligaspiel gegen den gleichen Gegner in der Rückrunde, bei dem er als Einwechselspieler für Flávio Paixão auf dem Platz stand. Im Jahr 2019 gewann Żukowski mit Lechia den Polnischen Pokal im Finale gegen Jagiellonia Białystok. In der Saison 2019/20 spielte er auf Leihbasis bei Chojniczanka Chojnice in der zweiten polnischen Liga. Der Verein stieg am Ende der Spielzeit als Tabellenvorletzter ab.
Im Januar 2022 wechselte der 20-Jährige mit einem Vertrag bis 2025 zu den Glasgow Rangers nach Schottland. Nach einer Leihe zurück nach Polen zu Lech Posen, wechselte er ohne einen Ligaspieleinsatz für die Rangers absolviert zu haben, im Sommer 2023 zu Śląsk Wrocław.

### Nationalmannschaft
Mateusz Żukowski spielt seit dem Jahr 2017 für die Juniorennationalteams von Polen. Er debütierte dabei in der U17 gegen Ungarn. Im Jahr 2019 kam Żukowski auf sechs Spiele für die U19. Noch im selben Jahr debütierte er auch in der U20-Nationalmannschaft, für die er bis 2021 auf drei Spiele kam. Im September 2021 gab Żukowski unter Maciej Stolarczyk sein Debüt in der polnischen U21-Nationalmannschaft gegen Lettland.

## Erfolge
Lechia Gdańsk
- Polnischer Pokalsieger: 2019
- Polnischer Supercupsieger: 2019

Glasgow Rangers
- Schottischer Pokalsieger: 2022